# Franco Balducci
Pour les articles homonymes, voir Balducci.
Franco Balducci, né à Bettona le 23 novembre 1922 et mort dans cette même ville le 7 juin 2001, est un acteur italien.

## Biographie
Franco Balducci a joué à partir de 1947 dans de nombreux films. L'acteur est athlétique, sportif et blond correspond au personnage du casting idéal après la guerre pour le beau romantique, le fiancé parfait, le gendre idéal. Néanmoins, il ne s'impose pas pour les premiers rôles. Il joue dans plus de 75 films en apparaissant aussi bien au cinéma qu'à la télévision. À la fin des années 1970, il se retire de la vie publique.

## Filmographie partielle
- 1958 : L'Homme en culottes courtes (L'uomo dai calzoni corti) de Glauco Pellegrini
- 1960 : La ciociara de Vittorio De Sica
- 1960 : Le Conquérant de l'Orient (Il conquistatore d'Oriente) de Tanio Boccia
- 1960 : Le Bossu de Rome (Il gobbo) de Carlo Lizzani
- 1961 : Romulus et Rémus de Sergio Corbucci
- 1961 : Le Commando traqué (Tiro al puccino) de Giuliano Montaldo
- 1961 : Un colt pour McGregor (L'uomo dalla pistola d'oro) d'Alfonso Balcázar
- 1961 : La Beauté d'Hippolyte (La bellezza di Ippolita) de Giancarlo Zagni
- 1963 : L'ultima carica de Leopoldo Savona
- 1967 : La mort était au rendez-vous de  Giulio Petroni
- 1967 : Quand les vautours attaquent (Il tempo degli avvoltoi) de Nando Cicero : Francisco
- 1968 : Ciel de plomb (...E per tetto un cielo di stelle) de Giulio Petroni
- 1968 : Une minute pour prier, une seconde pour mourir (Un minuto per pregare, un instante per morire) de Franco Giraldi
- 1971 : I due pezzi da 90 d'Osvaldo Civirani
- 1971 : Le Venin de la peur (Una lucertola con la pelle di donna) de Lucio Fulci
- 1971 : Homicide parfait au terme de la loi (Un omicidio perfetto a termine di legge) de Tonino Ricci
- 1972 : La Longue Nuit de l'exorcisme de Lucio Fulci
- 1974 : Les Derniers Jours de Mussolini de Carlo Lizzani
- 1977 : L'exécuteur vous salue bien (La Banda del trucido) de Stelvio Massi